# Microsoft Works
Microsoft Works（マイクロソフト ワークス）は、マイクロソフトのオールインワンタイプのオフィススイートである。

## 概要
Microsoft Officeが主力製品となるよりも古株であり、MS-DOS時代から存在する。そのためもあり（MS-DOSはシングルタスクであるため）Officeの「良く連携する個別のソフト」という構成とは異なり、ワードプロセッサ、表計算、データベース、スケジュール管理、通信の全ての機能を一本のソフトに詰め込んだオールインワンタイプである。
ワードプロセッサはWord、表計算はExcelによく似ていて、機能的には下位互換のようなもの。Works 2001（バージョン6）より、表計算のフォーマットがExcelと同じものに変わり、作成したファイルをそのままExcelで読みこむことができるようになった。データベースは、カード型データベースである。ファイルの拡張子は、.WPS（ワードプロセッサ）、.XLR（表計算）、.WDB（データベース）。
2009年10月に販売終了が発表され、2010年には代替製品としてMicrosoft Officeの広告付き省機能版であるOffice Starter 2010 が提供された。

## 歴史
Microsoft Worksは、当初MouseWorksとして始まった。これは、統合された表計算、ワードプロセッサー、データベースの各プログラムからなるもので、以前Appleの従業員であった、Don WilliamsとRupert LissnerによってMacintoshのために設計された。Williamsは、Apple Ⅱコンピュータに対する同様の製品であるAppleWorksの成功を模倣しようとしていた。
1987年9月14日、マイクロソフトはWorks for DOSを公表した。1.xバージョンのWorksは、最低限256KBのメモリがあるどのようなPCでも動作した。1991年、マイクロソフトは、最初のWindows向けのバージョンのWorksを出した（MS Works for Windows 2.0）。システムはWindows 3.0、286 CPU、1MBのメモリで構成されている必要があった。また、同社はMacintoshのバージョンのWorksも1988年のWorks 2.0以降、公開している。
バージョン4.5aから、Worksはモノリシックプログラムアーキテクチャを用いるようになり、ワープロ、表計算、データベースはWindowsで同様のプログラムインターフェースで実行されるようになった。これは小さなメモリとディスクのフットプリントを結果している。また、これは、Excelが提供されていないDOSのバージョンにおいて、ミニバージョンの同ソフトウェアを提供することでもあった。
最終版であるバージョン9.0は、小売店やOEM向けに提供される広告なしのバージョンと、新しいコンピューターにプリインストールするためにOEM向けにのみ提供される広告付きの無料バージョン（Works SE）の2種類が用意された。

## バージョン
2005年現在の最新バージョンは 8。英語版ではバージョン9も存在するが日本語版は存在しない。

### MS-DOS版
- Microsoft Works 1.05
- Microsoft Works 2.0、2.0a
- Microsoft Works 3.0, 3.0a、3.0b
- Microsoft Works 3.1

### Windows版
- Microsoft Works 2.0 (Windows 3.x)
- Microsoft Works 3.0 (Windows 3.x)
- Microsoft Works 4.0、4.0a、4.5、4.5a (Windows 95)
- Microsoft Works 5.0 (Microsoft Works Suite 2000)
- Microsoft Works 6.0 (Microsoft Works Suite 2001、2002)
- Microsoft Works 7.0 (Microsoft Works Suite 2003)
- Microsoft Works 8
- Microsoft Works Suite 2004
- Microsoft Works Suite 2005
- Microsoft Works Suite 2006

### Mac OS版
- Microsoft Works 2.0
- Microsoft Works 3.0
- Microsoft Works 4.0

## Microsoft Works Suite
アメリカ国内版では通常のワードプロセッサ、表計算、データベースに付け加えてDigital Image Pro（グラフィックソフトウェア）や Word（文書作成ソフト）、Streets & Trips Essentials（地図検索ソフト）、Money（家計簿及び資産管理ソフト）、エンカルタ（百科事典）がひとまとめになったアプリケーション群Microsoft Works Suite（マイクロソフト・ワークス・スイート）を販売していた。
日本では1997年と1998年にWorksを除いた同様のスイート（パッケージ）ソフトとして「Microsoft Family Package」を日本マイクロソフトで独自に企画・発売していたが、その後継スイートとして1999年12月に本家に沿った「Works Suite 2000」が発売された。しかし、翌2000年に方向転換され、Microsoft Family Packageの構成ソフトの一つとしてWorksを組み込んだ「Microsoft Family Package 2001」が同年11月に発売された。それ以後は、Family PackageもWorks Suiteも日本では展開されなくなっている。
Microsoft Works Suite（日本国内・日本語版）
1999年11月12日発売
- Works 2000
- Word 2000
- はがきスタジオ（はがき作成ソフト）
- Money Basic（家計簿・資産管理ソフト。Moneyよりも機能が劣る）
- Picture It!（グラフィックソフトウェア。現在のDigital Image Proの前身）
- Works ケータイ編集ツール（一部携帯電話のアドレスを管理）
- 主婦の友社提供のテンプレート集　など

## 機能詳細
最新版であるWindows用Works 8について記述する。
Works ワードプロセッサ
Windowsに標準で付属するワードパッドに比べると遥かに高機能を提供しているワープロソフト。Wordと高い互換性を持つが、Wordほど複雑な重装備ではなく、通常の文書作成に必要十分な機能に絞ったシンプルな操作性を提供している。
Works 表計算
Excelと高い互換性を持つ表計算ソフト。セルに組み込める関数やグラフなどは Excelとほぼ同等である。シートは1枚しか持てず、図は使えない。
Works データベース
カード型データベース。データの入力はテーブルへの直接入力とフォームを使用した入力が行える。持てるテーブルは一つだけである。複数のテーブルを組み合わせた検索などはできず、RDB系であるAccessとの直接の互換性はなく、SQL等のデータベース言語は使用できない。
Works カレンダー
いわゆるスケジュール帳。表示方法を月、週、日で切り替えられ、スケジュールの分類も可能。カレンダーはユーザー毎に持つ事ができる。Outlookの様なメールとの連動機能はない。Windows XPでは起動直後に何も表示されないと言う不具合が報告されている。
Works スクラップブック
Works ナビ
その他
Microsoft Worksは家庭で簡単に使ってもらうことを意識した製品で、サンプルとして膨大なテンプレートが用意され、すぐに目的の書類が作れる様配慮されている事も特長である。上記の Works ナビからスタートすればテンプレートを参照でき、各機能を起動する前に概略を見る事が可能である。